# Vierteljahrsschrift für wissenschaftliche Philosophie und Soziologie
Die Vierteljahrsschrift für wissenschaftliche Philosophie und Soziologie war eine Fachzeitschrift, die aus der Vierteljahrsschrift für wissenschaftliche Philosophie hervorgegangen war. Die Zeitschrift erschien ab 1877 im Leipziger Fues-Verlag, der 1890 in O.R. Reisland-Verlag umbenannt wurde.
Gründer und erster Herausgeber war Richard Avenarius. Als Vierteljahrsschrift für wissenschaftliche Philosophie erschien die Publikation von 1877 bis 1901 mit 25 Ausgaben. 1899 übernahm Paul Barth die Herausgeberschaft. Er ergänzte den Titel 1902 ab der 26. Ausgabe zu Vierteljahrsschrift für wissenschaftliche Philosophie und Soziologie. Mit der 40. Ausgabe endete das Erscheinen 1916. Unter Barths Herausgeberschaft waren Wilhelm Wundt und Ernst Mach redaktionelle Mitarbeiter. Neben ihnen waren auch Franz Oppenheimer, Franz Carl Müller-Lyer und Moritz Schlick Autoren der Zeitschrift.